# ممثلية تشيلي لدى دولة فلسطين
مكتب ممثلية جمهورية تشيلي لدى دولة فلسطين هي الممثلية الدبلوماسية العُليا لجمهورية تشيلي لدى دولة فلسطين. افتتحت الممثلية في أبريل 1998 في مدينة البيرة.
في 26 أكتوبر 2022، أعلنت جمهورية تشيلي عزمها افتتاح قنصلية فخرية لها في بيت لحم.

## الممثلون
| الترتيب | رئيس البعثة الدبلوماسية          | تاريخ الاعتماد الدبلوماسي | تاريخ الانتهاء | رئيس تشيلي     | رئيس دولة فلسطين | ملاحظات                                                                     |
| ------- | -------------------------------- | ------------------------- | -------------- | -------------- | ---------------- | --------------------------------------------------------------------------- |
|         | خوسية دي                         | 28 أكتوبر 2006            |                |                | محمود عباس       |                                                                             |
|         | ماريو اسكيجيا                    |                           |                |                | محمود عباس       |                                                                             |
|         | خورخيه جوزيه اوسا ارانجواه       | 3 فبراير 2011             |                | سبستيان بنييرا | محمود عباس       |                                                                             |
|         | فرنسيسكو بيرناليس                | 5 سبتمبر 2013             | 16 يوليو 2018  | سبستيان بنييرا | محمود عباس       |                                                                             |
|         | ريكاردو آلن                      | 27 يناير 2019             |                | سبستيان بنييرا | محمود عباس       |                                                                             |
|         | كريستيان هودجيز نجت (Q120096212) | 28 أبريل 2021             | 8 يونيو 2023   | سبستيان بنييرا | محمود عباس       | في 16 يونيو 2021، أعاد تسليم أوراق اعتماده إلى الرئيس الفلسطيني محمود عباس. |
|         | سبستيان مولينا (Q124294239)      | 14 يناير 2024             | لا يزال        | سبستيان بنييرا | محمود عباس       | أعاد تسليمها إلى الرئيس عباس في 24 فبراير 2024.                             |

## وصلات خارجية
- الموقع الرسمي